# Xylocopa grubaueri
Xylocopa grubaueri är en biart som beskrevs av Heinrich Friese 1903. Xylocopa grubaueri ingår i släktet snickarbin, och familjen långtungebin. Inga underarter finns listade i Catalogue of Life.